# Охременко, Николай Сергеевич
Николай Сергеевич Охременко (5 декабря 1895, Ялта, Таврическая губерния — 30 марта 1980, Ялта, Крымская область) — советский винодел, кандидат сельскохозяйственных наук с 1947 года. Участвовал в создании многих известных марок вина института «Магарач».

## Биография
Родился 5 декабря 1895 года в Ялте в семье известного учёного-винодела С. Ф. Охременко. В 1924 году окончил Крымский институт специальных культур. Работал в энохимической лаборатории хозяйства «Магарач» под руководством М. А. Герасимова. Преподавал в Ялтинском техникуме южных спецкультур. С 1930 года — заместитель директора винкомбината на Днепре, а затем главный винодел Одесского Винтреста. В 1932—1941 годах руководил отделом технологии вина Украинского научно-исследовательского института виноградарства и виноделия имени В. Е. Таирова и одновременно преподавал в Одесском сельскохозяйственном институте . С 1945 года работал в Всесоюзном научно-исследовательском институте виноградарства и виноделия «Магарач» заведующим отделом шампанских вин, с 1947 года — заместитель директора института по науке, в 1964—1973 годах — старший научный сотрудник отдела технологии вина.
Скончался в Ялте 30 марта 1980 года.

## Научная деятельность
Автор более 70 научных работ. Под его руководством было организовано производство советских мускатных игристых вин, получила развитие технология столовых полусладких вин, были восстановлены лучшие марочные вина «Магарача». Среди работ:
- Виноделие и вина Украины. — Москва, 1966;
- Вспомогательные материалы в виноделия. — Москва, 1971 (в соавторстве с С. Т. Тюриным Т. А. Ярославцева, П. И. Николаевым)
- Красные и мускатный игристые вина и повышение их качества. — Москва, 1975 (в соавторстве с Г. А. Гавришем , Е. П. Шольцем)
- Рассказы о виноградарях и виноделах. — М., 1982 (в соавторстве с М. А. Пеляхом).